# Giulio de Benzoni
Giulio de Benzoni (?, 1732. – ?, 1798.) bio je riječki plemić i gradski vijećnik, pripadnik obitelji Benzoni. Zbog marljivosti u službi vijećnika i darežljivosti bio je nagrađen skupocjenim portretom carice Marije Terezije ukrašenim brilijantima.

## Porijeklo
Podrijetlom iz Cremone u Italiji, obitelj Benzoni doselila je u Rijeku oko 1650. kao trgovci žitaricama. Kralj Karlo VI. podijelio im je diplomom od 14. veljače 1720. naslov plemića i vitezova Svetoga Rimskog Carstva.

## Knjižnica
Godine 1779. darovao je gradu Rijeci svoju obiteljsku knjižnicu, koja se nalazila u obiteljskoj palači na Trgu Grivica u riječkom Starom gradu. U fondu te knjižnice bile su knjige njegova oca, arhiđakona i kasnijeg senjsko-modruškog biskupa Giovannija Antonia (1731. – 1745.), i strica, Francesca Saveria Orlanda, isusovca, osnivača riječke nautičke škole. Uvjet je bio da knjige budu dostupne svim čitateljima, dakle da budu javne knjižnice, a Benzoni želi da se njegovim knjigama mogu služiti on i njegovi rođaci.
Knjižnica je obuhvaćala ukupno devet stotina svezaka različitih knjiga, izdanja na talijanskom, španjolskom i francuskom jeziku. U sadržajnom smislu to su bila djela iz klasične i novovjeke povijesti, arhitekture, astronomije, prava, zemljopisa, filologije, filozofije, medicine i retorike. Službeni akt o donaciji datiran je 26. listopada 1779. godine. Dokument o tom darovanju čuva se u riječkom Državnom arhivu.
Knjige koje je Benzoni darovao gradu nose na naslovnoj stranici rukom napisanu bilješku׃ A Julio de Benzonijs S.R.I.E., et Reg. Assessore Guberniali dono datus Magnifico Publico Fluminensi, anno 1779. Na poleđini nekih njegovih knjiga nalazi se ekslibris  I.A.D. Benzoni S.R.I. Eques Arcidiac, Mod. et Canonic. Flum. ispod obiteljskog grba. Te su knjige nekoć pripadale njegovu stricu Giovanniju Antoniu. U znak zahvalnosti za tu vrijednu donaciju, njegovim je imenom bio prozvan jedan riječki trg.
Danas je knjižnica obitelji de Benzoni dio Bibliotece Civice, Zbirke stare i vrijedne građe Sveučilišne knjižnice Rijeka, zaštićene kao pokretno kulturno dobro Republike Hrvatske još od 1969. godine.